# Musik-Institut Koblenz
Das Musik-Institut Koblenz wurde im Jahr 1808 von Joseph Andreas Anschuez (1772–1855), einem angesehenen Bürger in Koblenz, in seiner damals französischen Heimatstadt am Rhein-Mosel-Eck gegründet. Im Jahr 2018 feierte diese bürgerschaftliche Einrichtung ihr 210-jähriges Bestehen. Als eine der ältesten noch aktiven Institutionen der klassischen Musikpflege und des städtischen Konzertlebens in Deutschland genießt das Musik-Institut Koblenz eine herausragende Stellung.
Joseph Andreas Anschuez gründete es nach etwa zwei- bis dreijähriger Vorarbeit, seine Initiative wurde unterstützt von Bürgermeister Johann Nikolaus Nebel (1752–1828) und dem seit 1806 zuständigen Präfekten des Rhein-Mosel-Departements, Comte Adrien de Lezay-Marnésia (1759–1814).
Zu den Aufgaben des Instituts zählte zunächst die Kirchenmusik (es wurde gegründet als öffentliche Stiftung zur Kirchenmusikpflege), neben dem Sinfonieorchester unterhielt es auch eine Singschule mit Chor. Heute ist es Konzertveranstalter unter Beteiligung des eigenen Chores.
Zu den prominenten Musikdirektoren des Instituts zählten im 19. Jahrhundert der Komponist Max Bruch und der Geiger und Dirigent Raphael Maszkowski, die beide später auch den Breslauer Orchesterverein leiten sollten.

## Musikdirektoren
Zu den Musikdirektoren des Instituts zählten nach Eigenangaben des Instituts (Chronik):
- Joseph Andreas Anschuez (1772–1855)
- Joseph Lenz (1815–1865)
- Max Bruch (1838–1920)
- Richard Hasenclever
- Raphael Maszkowski (1838–1901)
- Konrad Heubner (1860–1905)
- Willem Kes (1856–1934)
- Ludwig Meinecke (1879–1961)
- Erich Böhlke (1895–1979), erhält als erster den Titel eines Koblenzer Generalmusikdirektors
- Kurt Overhoff (1902–1986), Generalmusikdirektor
- Musikdirektoren im Dritten Reich waren ab 1933 Wolfgang Martin, ab 1935 Gustav Koslik, ab 1941 Wilhelm Schmidt-Scherf.
- Otto Winkler (1908–1988), städtischer Musikdirektor (1950 zum Generalmusikdirektor ernannt)
- Pierre Stoll, Generalmusikdirektor von Koblenz (1975)
- James Lockhart, Koblenzer Generalmusikdirektor (1981)
- Christian Kluttig, Koblenzer Generalmusikdirektor (1991)
- Shao-Chia Lü, Koblenzer Generalmusikdirektor (1998)